# Neuenheim

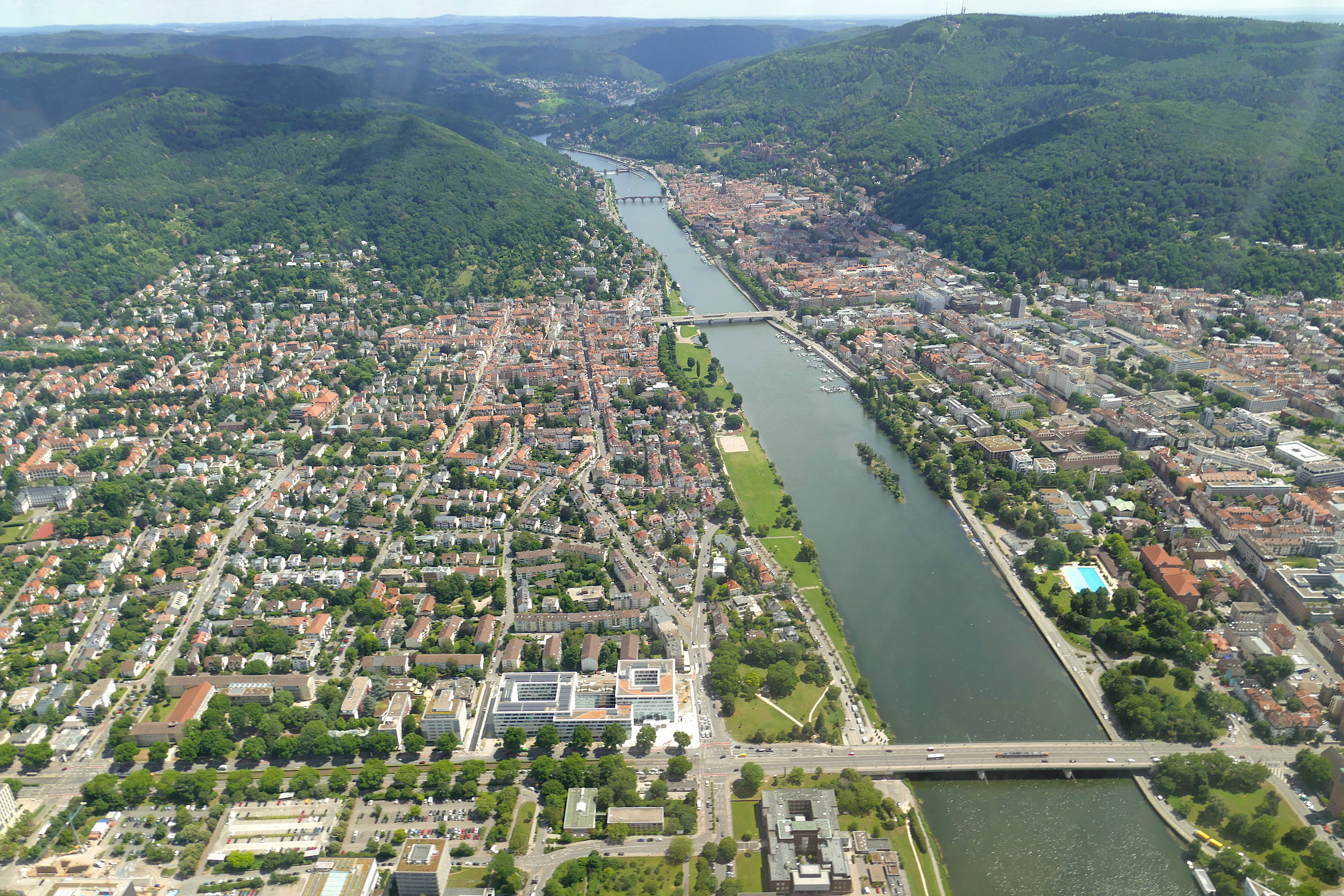
Blick ostwärts auf Heidelberg, Neuenheim liegt im Bild links auf der Nordseite des Neckars

Neuenheim, im lokalen Dialekt Neiene, ist ein Stadtteil von Heidelberg mit derzeit etwa 12.785 Einwohnern (2021).
Der Stadtteil erstreckt sich gegenüber Bergheim und der Altstadt dem nördlichen Neckarufer entlang. Der Heiligenberg mit dem Philosophenweg liegt im Osten des Stadtteils an der Grenze zu Ziegelhausen. Im Norden schließt sich Handschuhsheim an. Von Wieblingen im Westen ist Neuenheim durch den Neckar getrennt.

## Geschichte

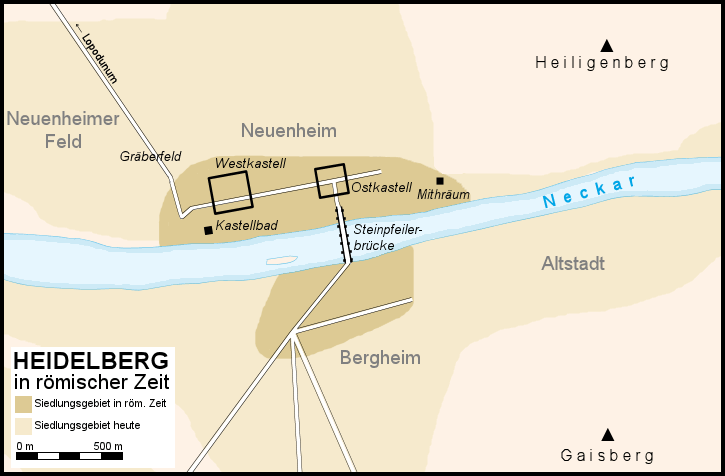
Heidelberg in römischer Zeit

In römischer Zeit befand sich auf dem Gebiet des heutigen Neuenheim ein Römerlager und die Römerbrücke (siehe Heidelberg in römischer Zeit). Außerdem wurden Reste zweier Mithräen sowie einer von dem Römer Publius Attius Rufinus betriebenen Ziegelei (Ziegelstempel: PAR) gefunden. Neuenheim ist deutlich älter als Heidelberg selbst: Das Dorf wurde unter dam Namen Niwenheim erstmals im Jahr 765 im Lorscher Codex erwähnt und dürfte bereits zur Frankenzeit im 6. Jahrhundert entstanden sein. Bis zur zunehmenden Urbanisierung der Gründerzeit war es vor allem ein Bauern-, Winzer- und Fischerdorf. 1891 war Neuenheim der erste Heidelberger Stadtteil, der durch Eingemeindung eines Nachbardorfes entstand.
1961 wurde die Grenze zu Handschuhsheim nach Norden versetzt, damit das Universitätsgelände im Neuenheimer Feld nicht durch sie geteilt wird. Hierbei wurde auch das Villenviertel im Osten (Ludolf-Krehl-Straße) zu einem Teil Neuenheims.
Der eigentliche Siedlungsbereich in der Mitte wird von zwei großen Verkehrsadern eingefasst, der Brückenstraße im Osten und der Berliner Straße im Westen. Sie konvergieren in Handschuhsheim und werden auch von Straßenbahn- und Buslinien der RNV bedient.
Im westlich des alten Dorfkerns liegenden Neuenheimer Feld sind mehrere Einrichtungen und Fakultäten der Ruprecht-Karls-Universität Heidelberg, der Neubau der Pädagogischen Hochschule sowie Studentenheime, und der größte Teil des Universitätsklinikums ansässig. Das Deutsche Krebsforschungszentrum (DKFZ) befindet sich ebenfalls dort.
Neuenheim zeichnet sich durch seine günstige Lage, seine durch viele Villen geprägte Architektur, hervorragende Infrastruktur und viele Grünflächen aus, was sich vor allem steigernd auf die Mietpreise auswirkt und wohlhabende Bürger aus der gesamten Region anzieht.

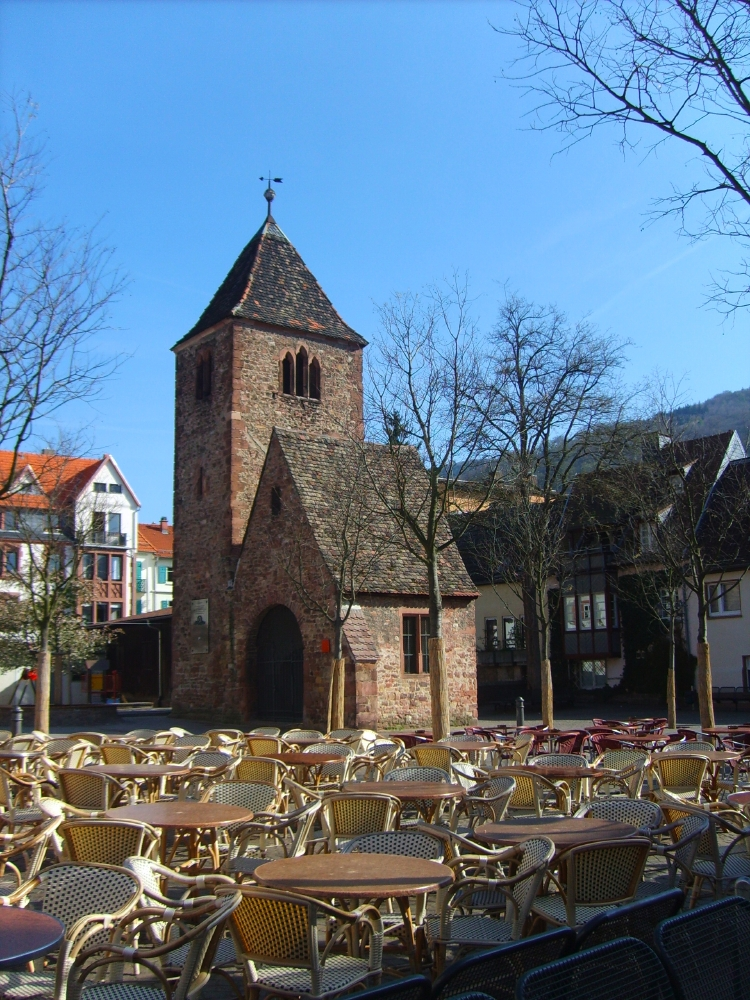
Der Neuenheimer Markt
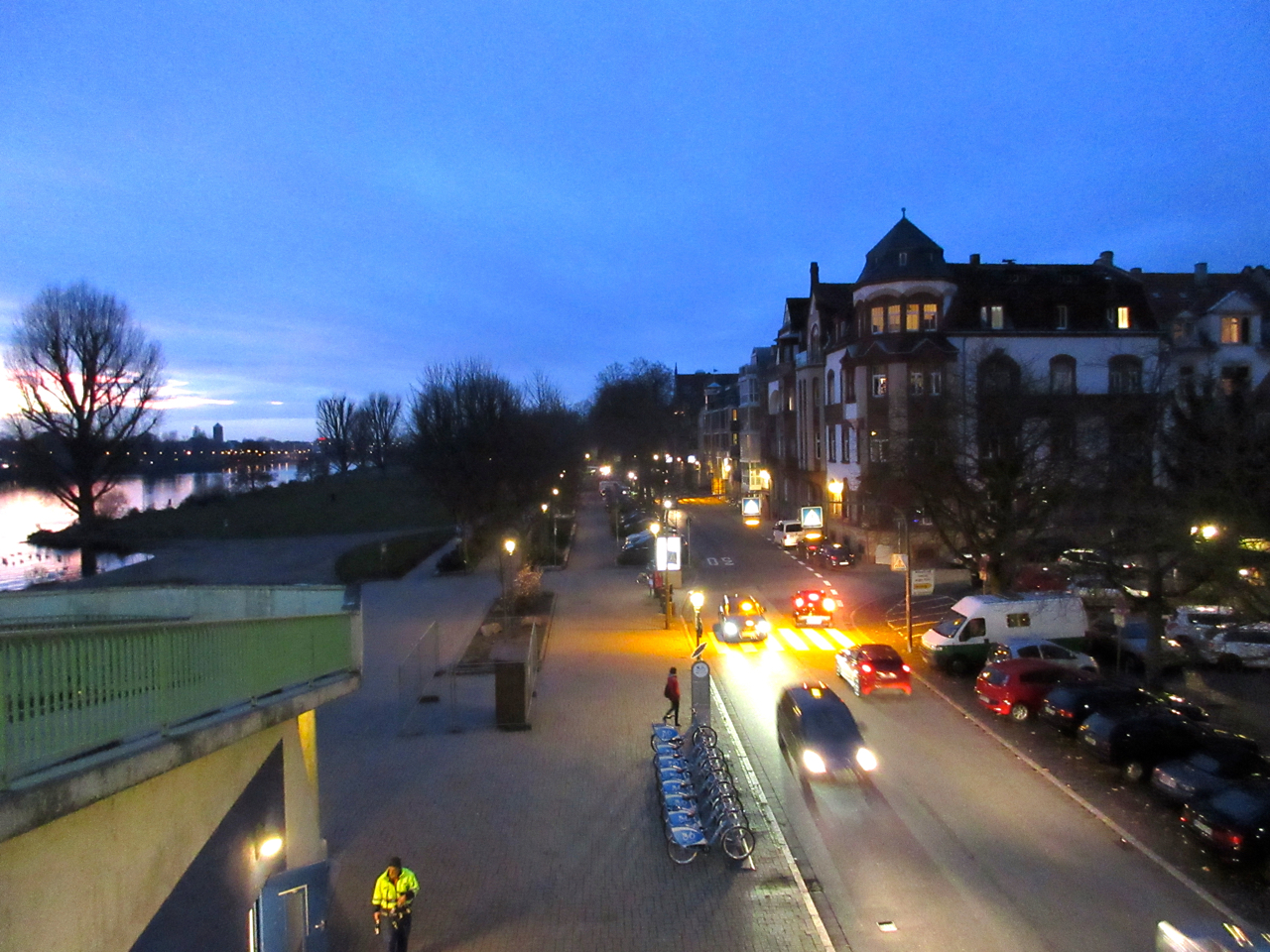
Abendstimmung im Dezember, am Neuenheimer Neckarufer
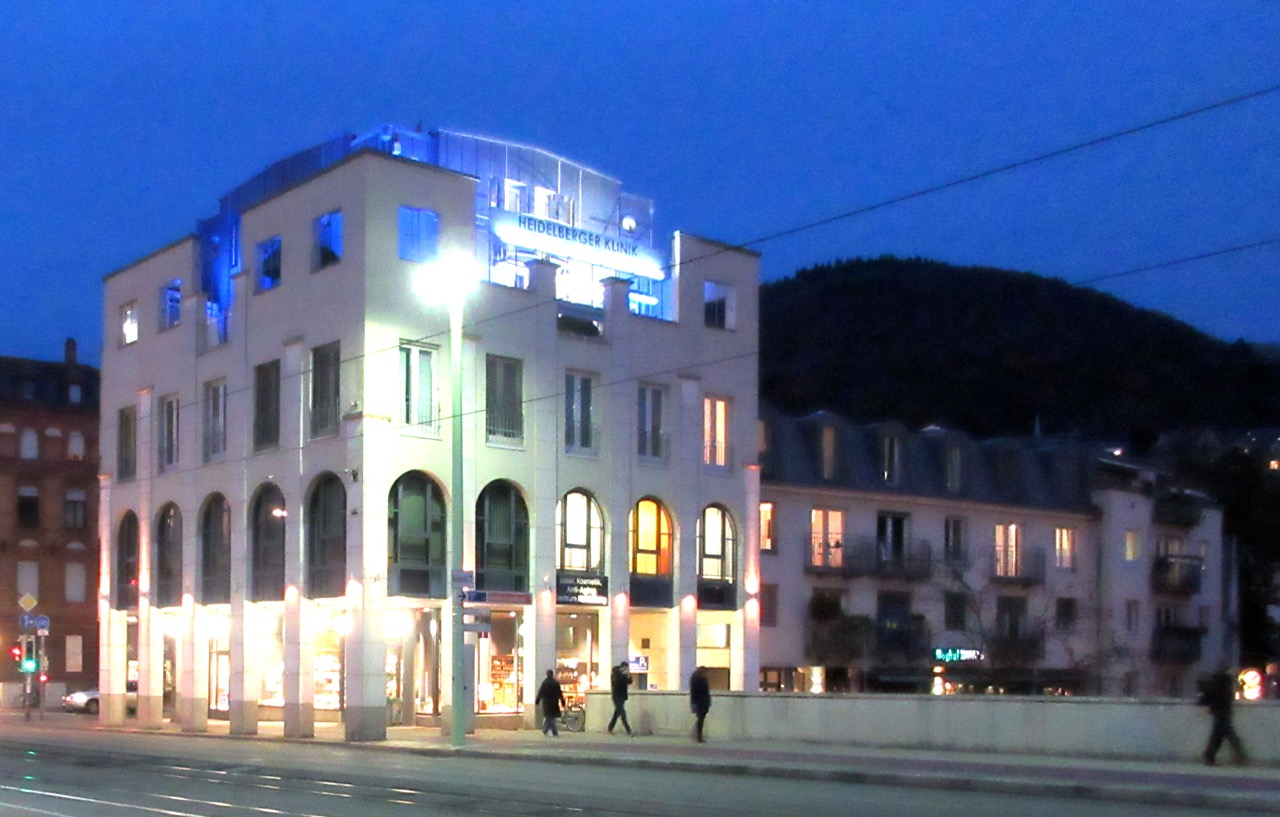
Der Brückenkopf Heidelberg Neuenheim, erbaut nach einem Entwurf des Architekten Rolf-Thilo Danneberg
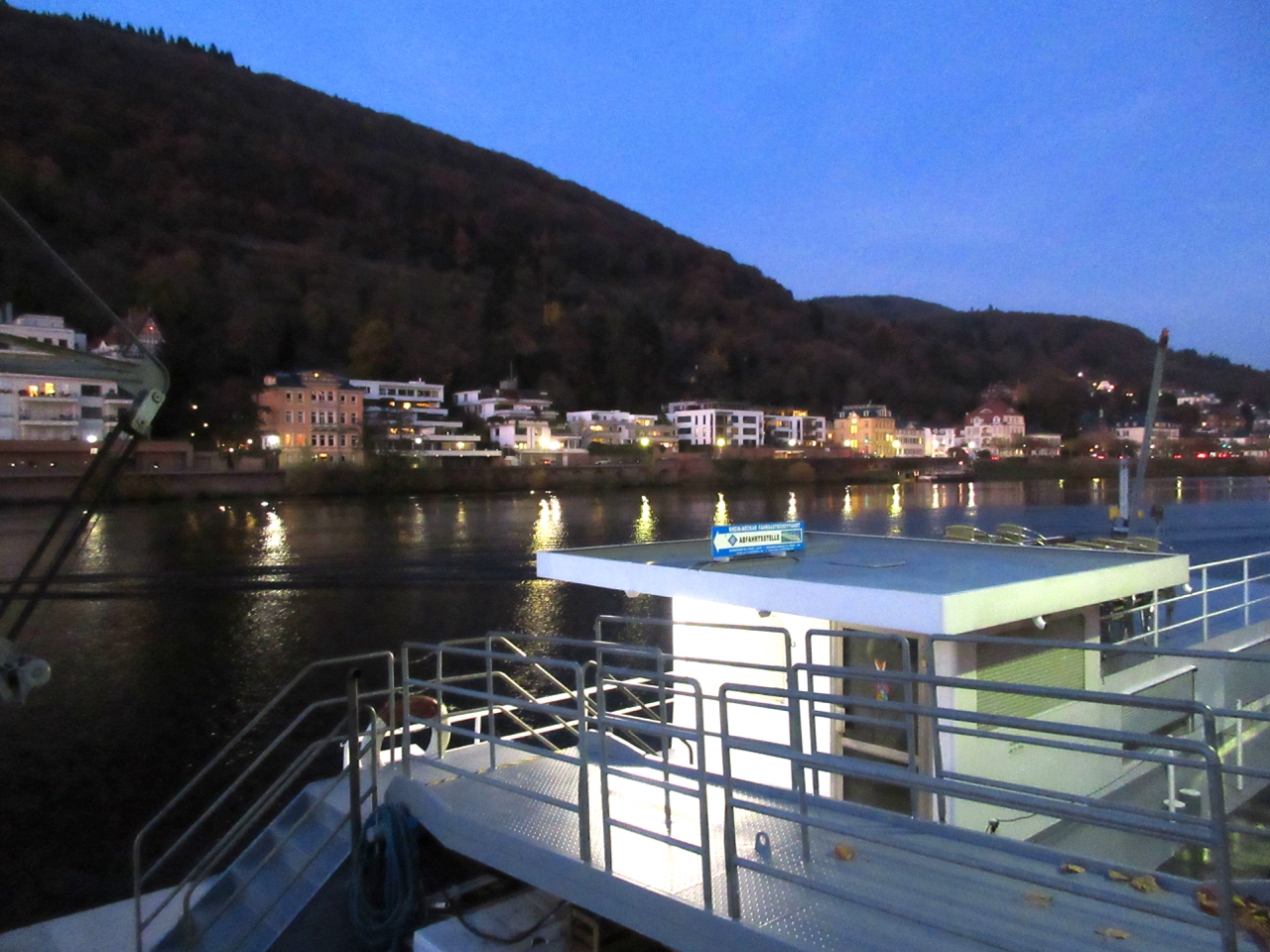
Abendstimmung im November, am Neuenheimer Neckarufer
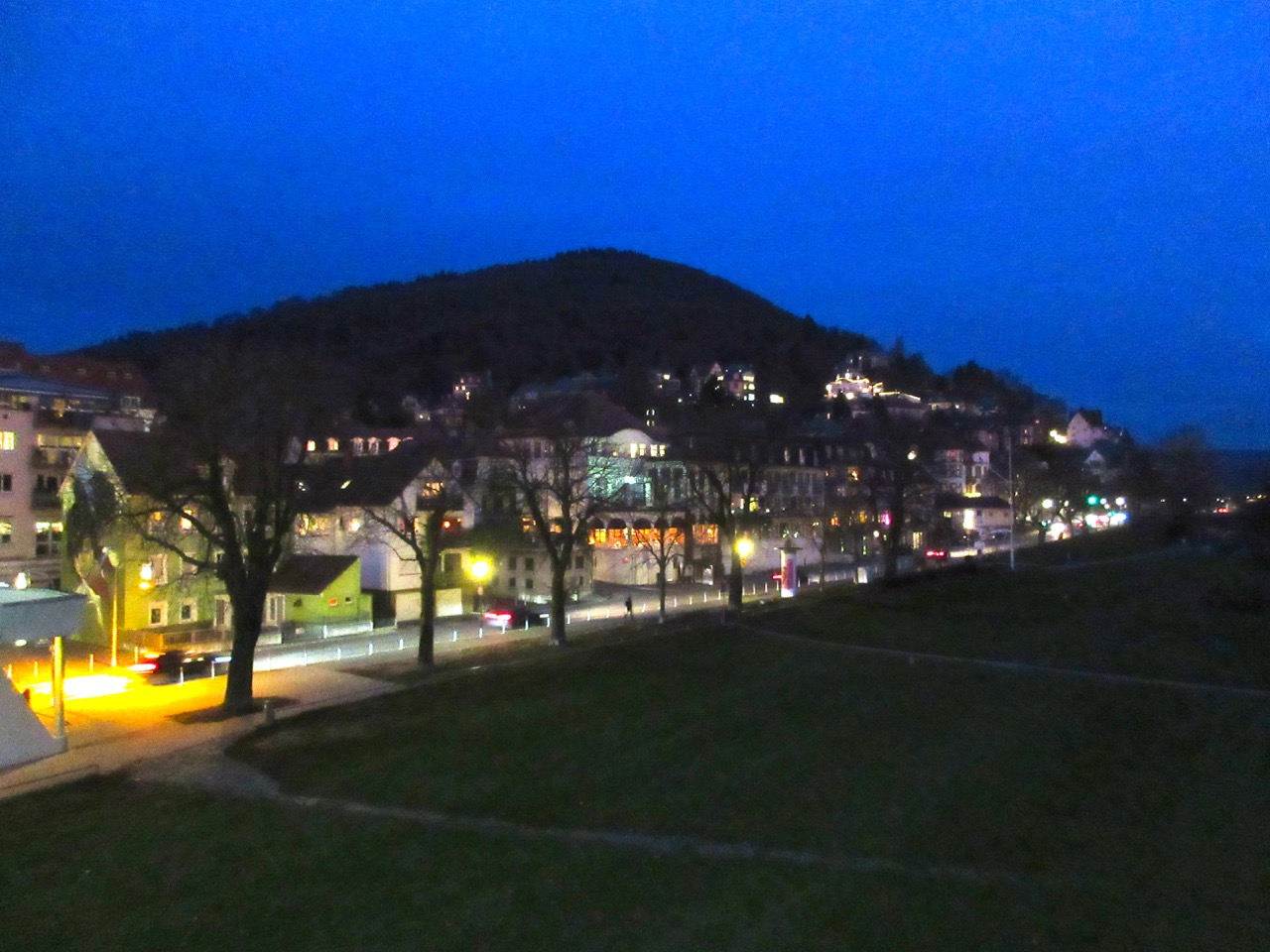
Das Neuenheimer Ufer bei Dämmerung mit Heiligenberg, Uferstraße, Neckarvorland und Neckarwiese
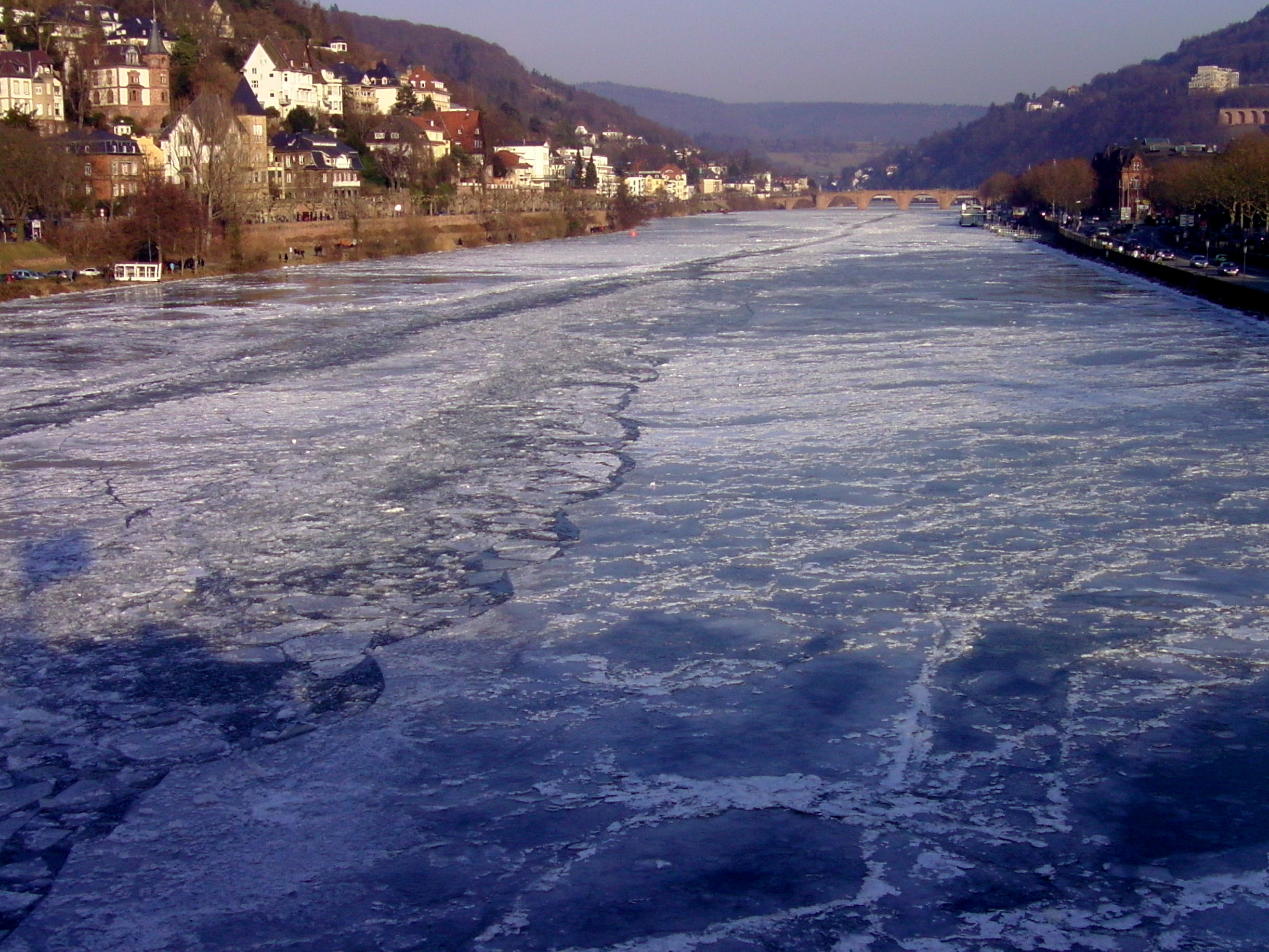
Das Neuenheimer Ufer mit der Villenbebauung am Hang des Heiligenberges, der Neckar zugefroren am 11. Februar 2012
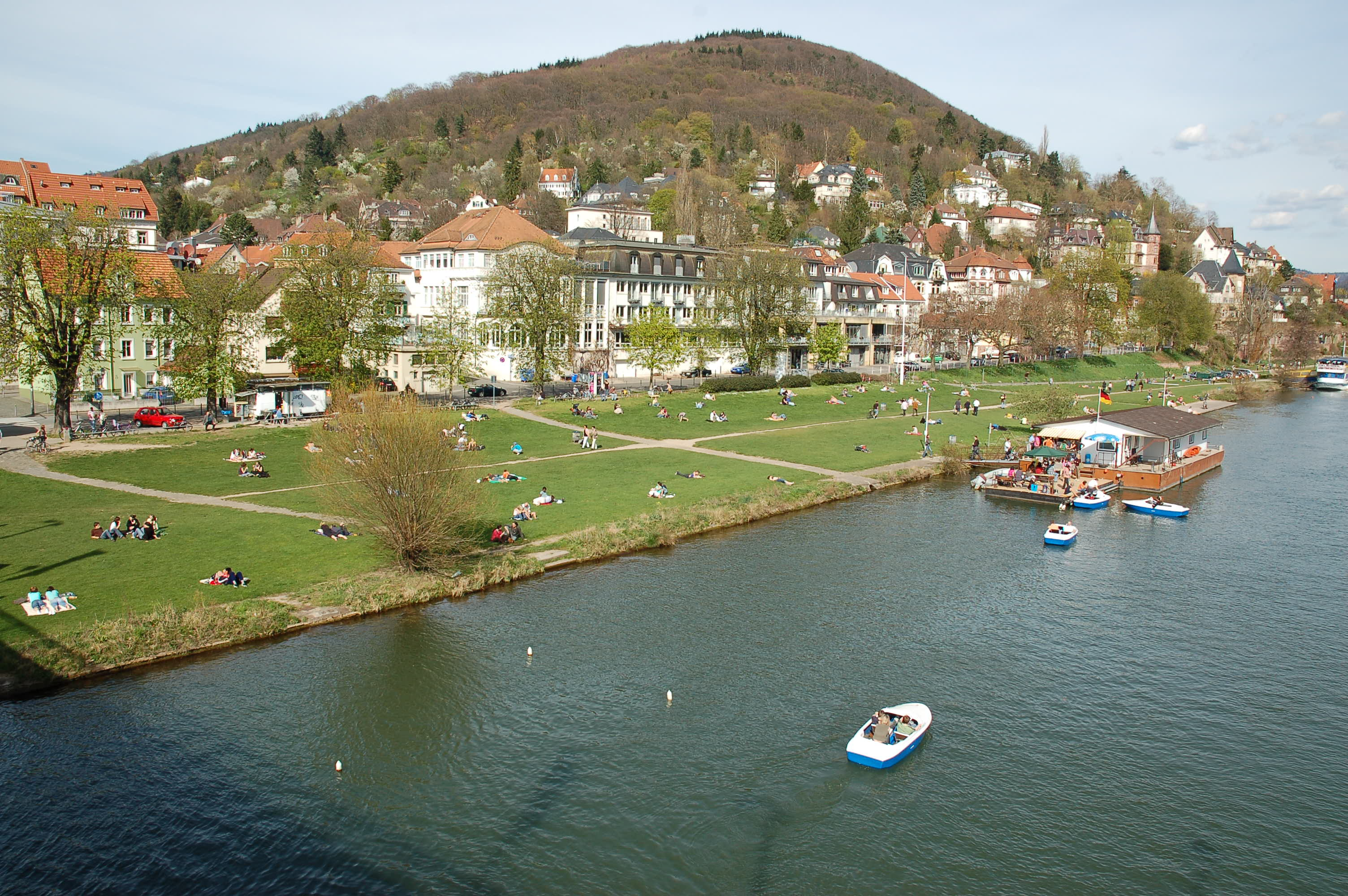
Blick von der Theodor-Heuss-Brücke auf Neuenheim mit Heiligenberg
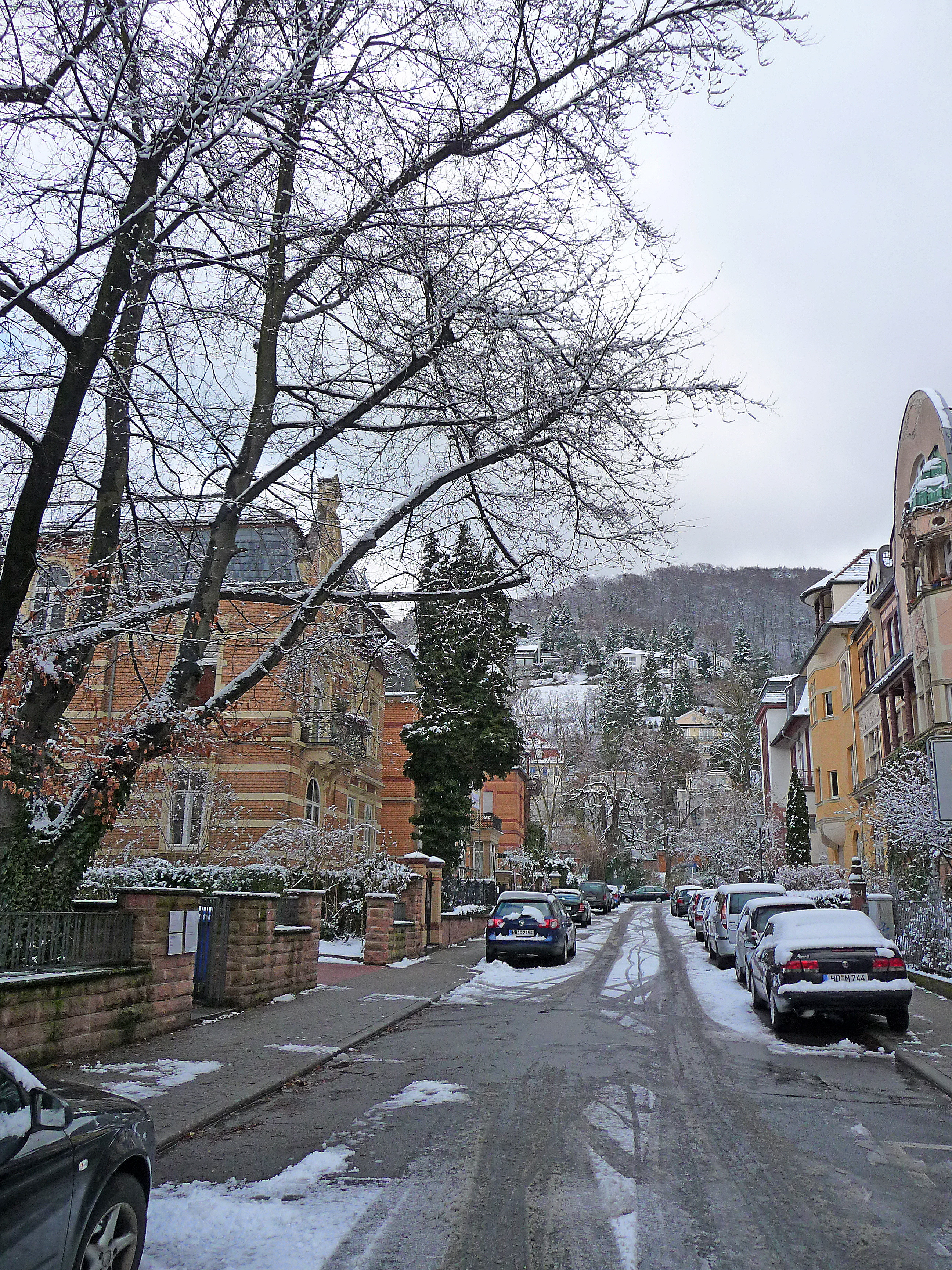
Typisches Neuenheimer Straßenbild mit Villen und großbürgerlichen Häusern um 1900
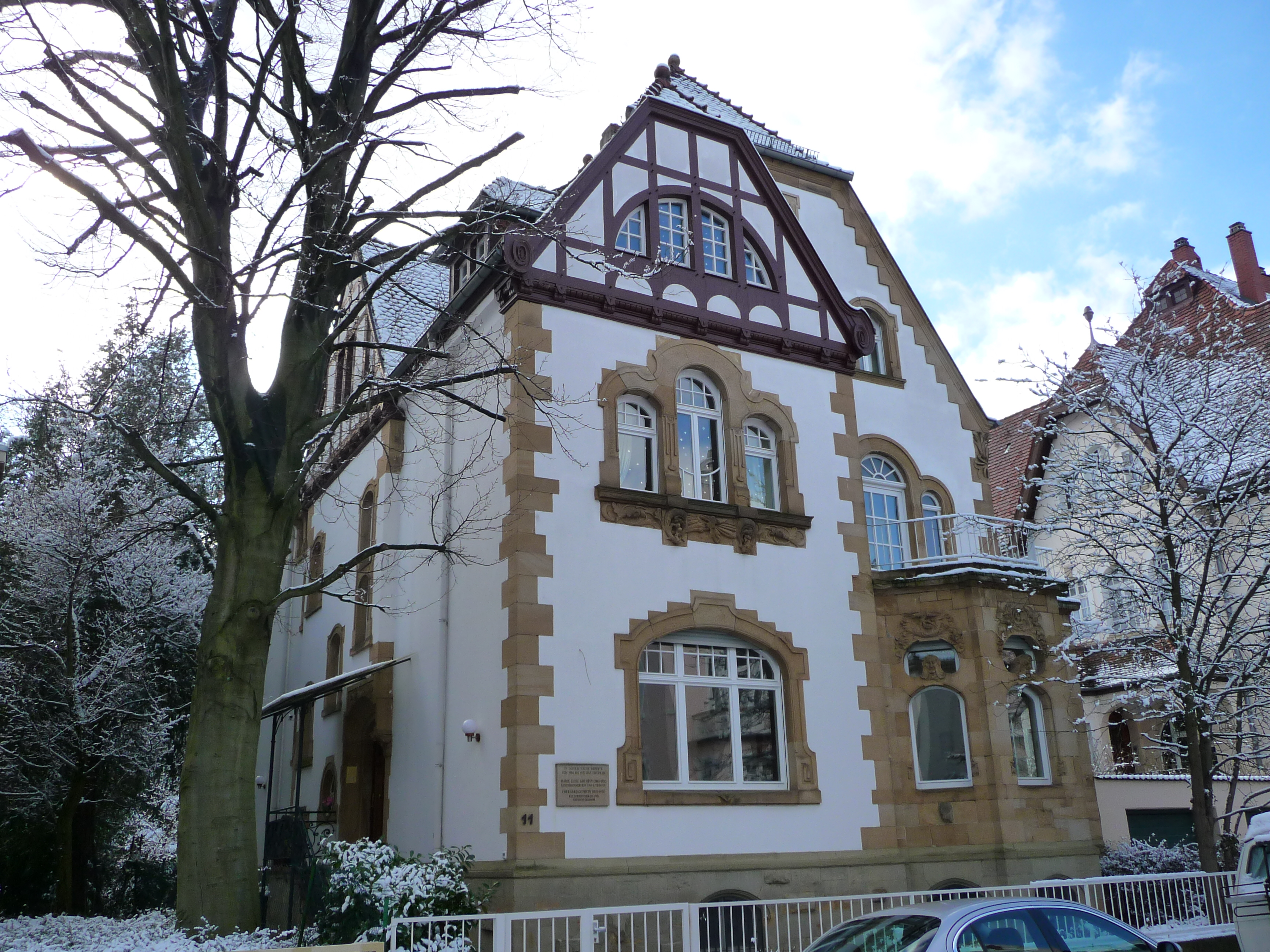
Neuenheimer Villa um 1900, Heidelberger Wohnsitz der Familie von Marie Luise und Eberhard Gothein
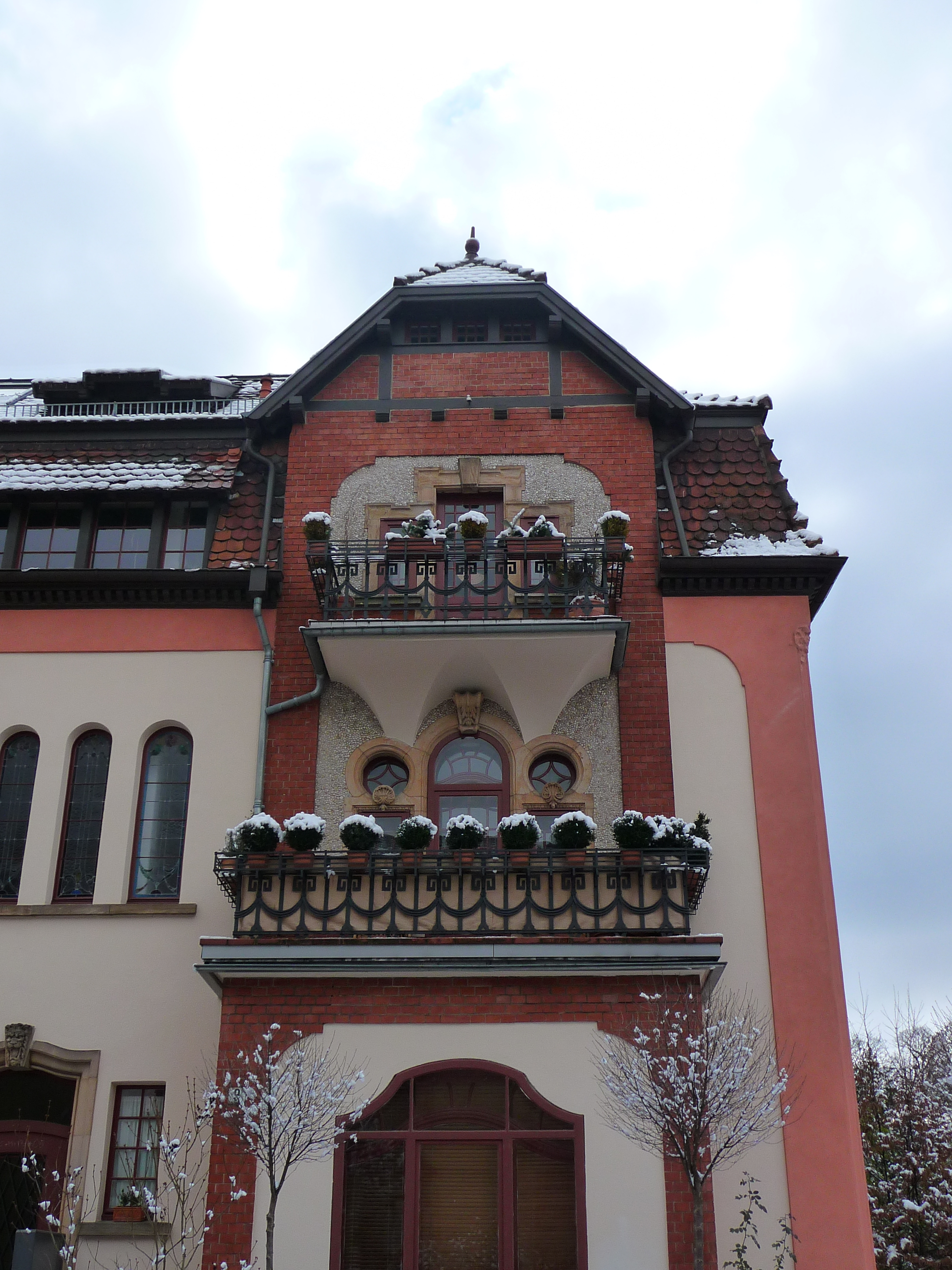
Wohnhaus
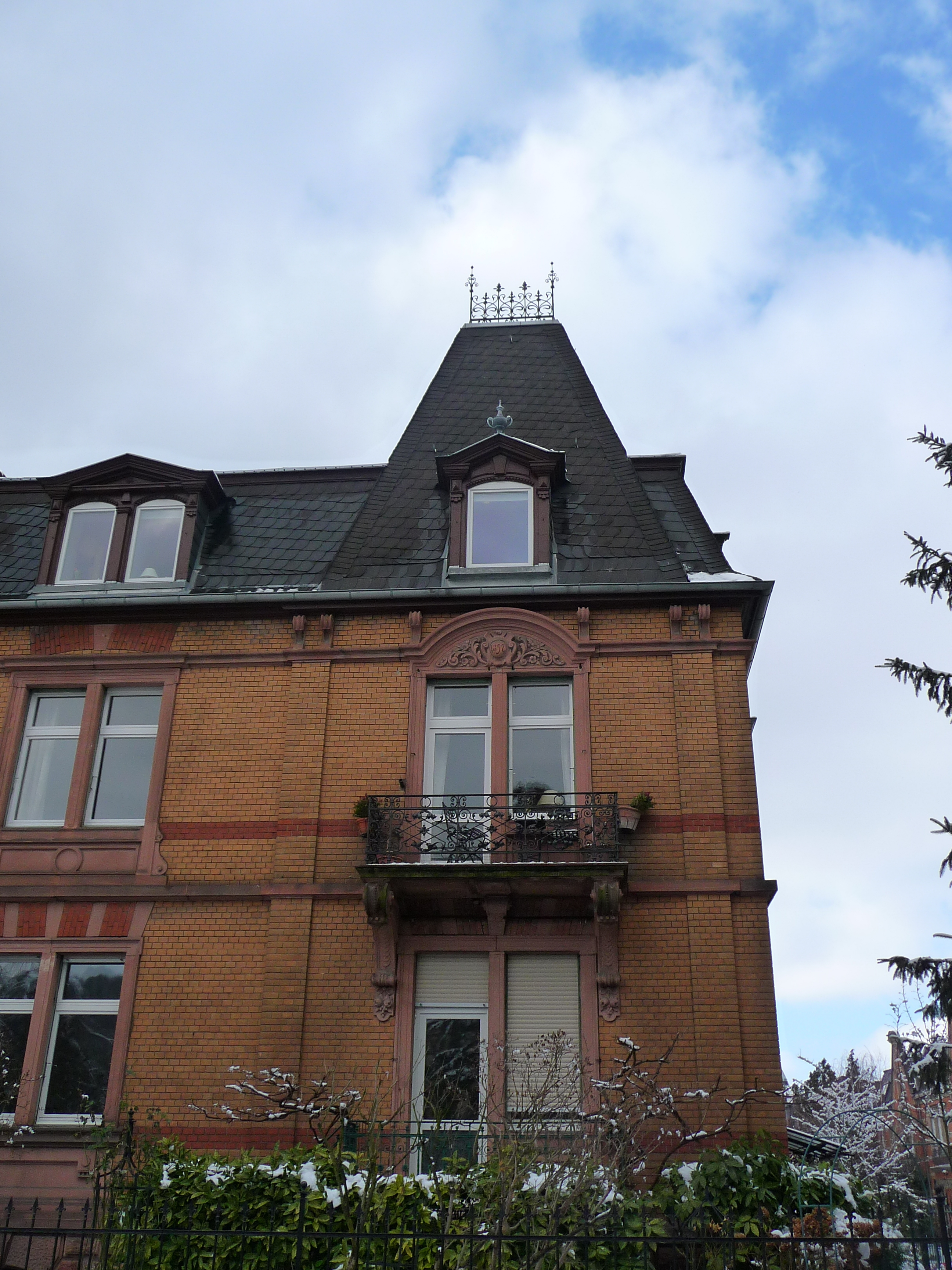
1892 erbautes Wohnhaus
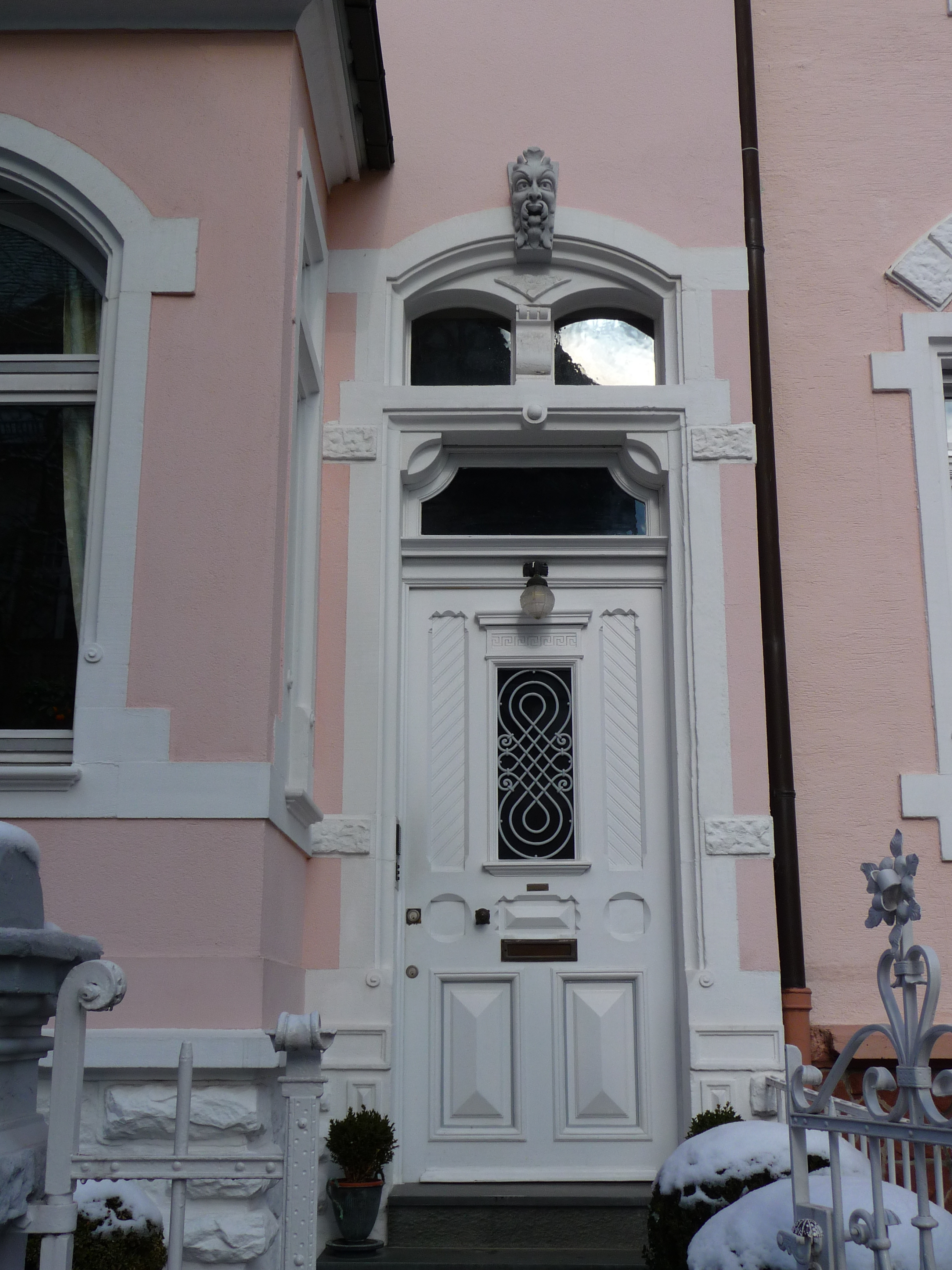
Reich verziertes Eingangsportal von 1904–1923

## Kirchen

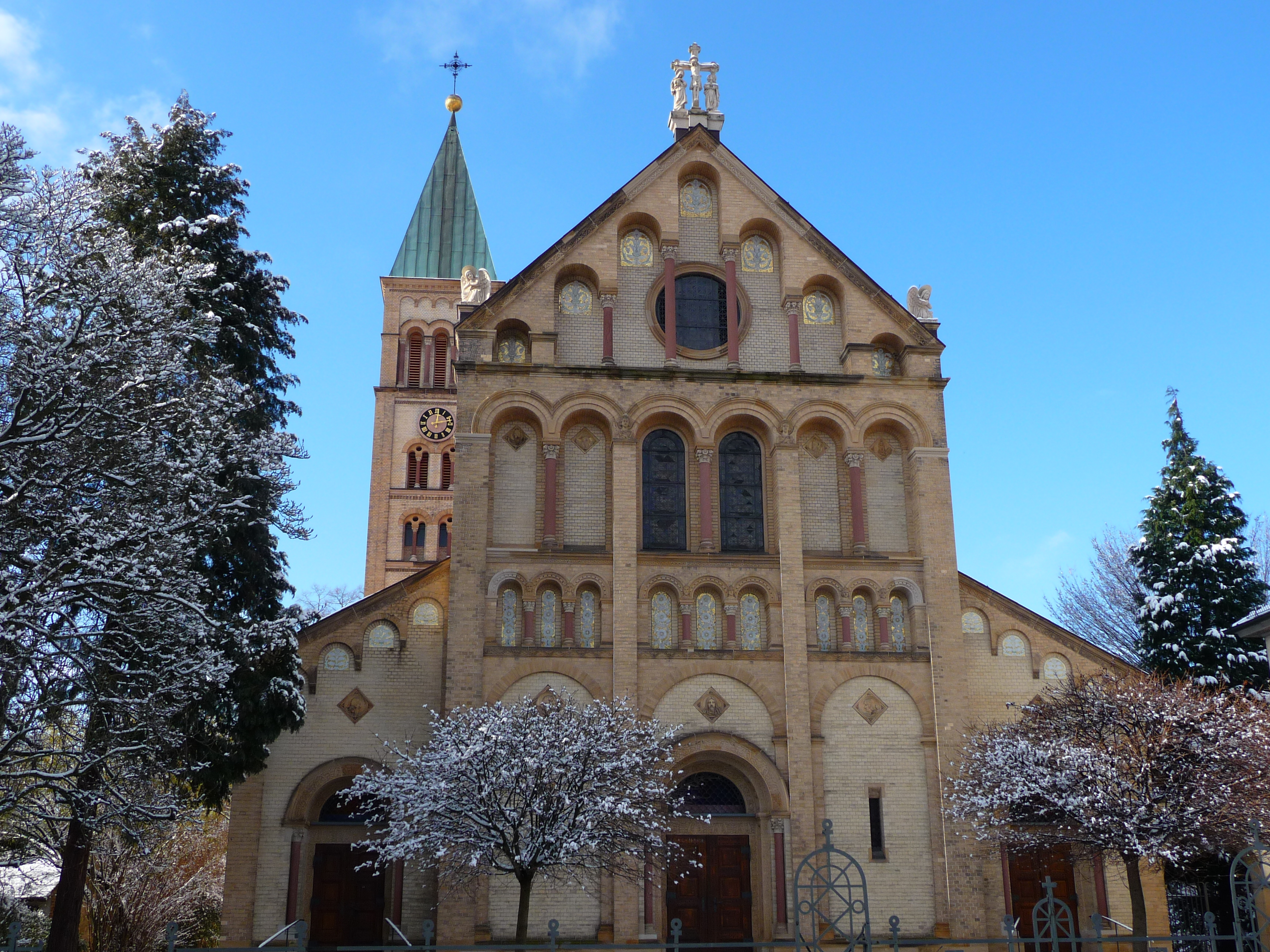
Katholische Kirche St. Raphael

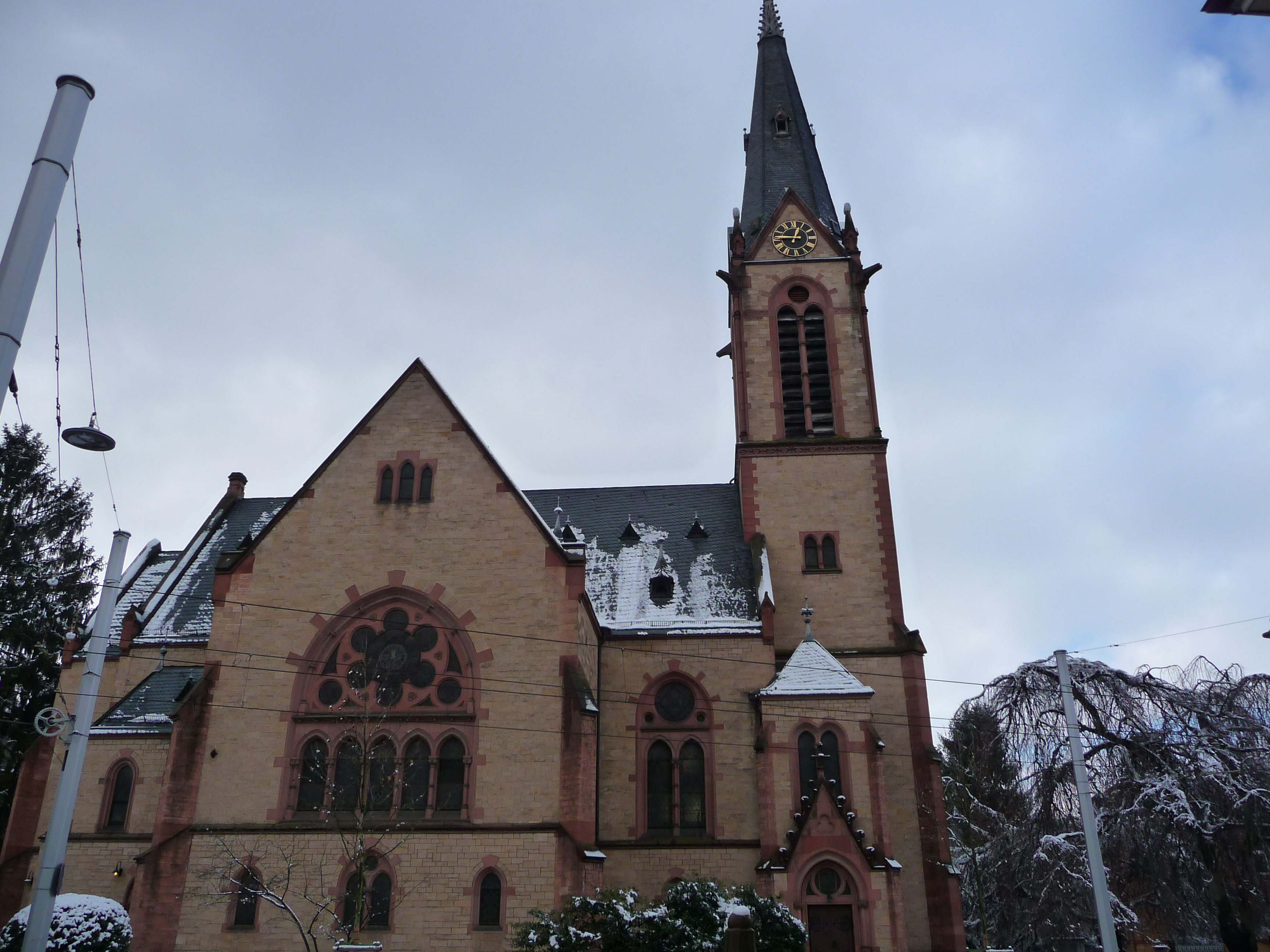
Evangelische Johanneskirche

Kennzeichnend für den Stadtteil sind die katholische Kirche St. Raphael sowie die evangelische Johanneskirche. 1989 kam die evangelische Jakobuskirche im Kastellweg hinzu, deren Einrichtung das Wachstum des Stadtteils nach Westen und den traditionell hohen evangelischen Bevölkerungsanteil in Neuenheim illustrierte. 2025 wurde die Jakobuskirche aufgegeben. Von der ursprünglichen Dorfkirche, der alten Johanneskirche am Marktplatz, stehen nur noch der Turm und der Chorraum.
Der 55 Meter hohe neugotische Turm der evangelischen Johanneskirche stellt ein Wahrzeichen des Stadtteils dar. Geplant und gebaut wurde die Kirche von Oberbaurat Hermann Behaghel, der unter anderem auch die Friedenskirche in Handschuhsheim und die Christuskirche in der Heidelberger Weststadt gebaut hat.

## Politik
Der Neuenheimer Bezirksbeirat setzt sich wie folgt zusammen:
| Partei/Liste       | 2019 |
| ------------------ | ---- |
| Grüne              | 6    |
| SPD                | 2    |
| CDU                | 2    |
| FDP                | 2    |
| GAL                | 1    |
| Die Linke          | 1    |
| BL                 | 1    |
| „Die Heidelberger“ | 1    |
| AfD                | 1    |